# Neoclastobasis draskovitsae
Neoclastobasis draskovitsae är en tvåvingeart som beskrevs av Loïc Matile 1978. Neoclastobasis draskovitsae ingår i släktet Neoclastobasis och familjen svampmyggor. Inga underarter finns listade i Catalogue of Life.